# Энрайт, Джозеф Фрэнсис
Джозеф Фрэнсис Энрайт (англ. Joseph F. Enright, 18 сентября 1910, Майнот (Северная Дакота) — 20 июля 2000, Фэрфакс (Виргиния)) — американский офицер-подводник, участник Второй мировой войны на Тихом океане. Наиболее известен как командир, потопивший японский авианосец «Синано».

## Биография
Джозеф Энрайт выпустился из Военно-морской академии США в 1933 году, после чего в течение трёх лет служил на линкоре «Мэриленд». В 1936 году Энрайт получил квалификацию подводника. В 1941 году Энрайт в должности лейтенант-коммандера командовал подводной лодкой USS O-10 (SS-71) — эта устаревшая лодка, выведенная в резерв в 1931 году была повторно введена в строй в 1941 году и использовалась как учебная. 
23 июля 1943 года Энрайт принял командование подводной лодкой USS Dace (SS-247) типа «Гато». В октябре того же года он на своей лодке совершил 49-дневный боевой поход в район Японии. Поход был отмечен обнаружением японского авианосца «Сёкаку» с безуспешной попыткой выхода в торпедную атаку, а также безуспешной атакой на крупный танкер, прерванной в результате противодействия эскортных кораблей. Командир Энрайт взял на себя вину за безуспешность похода и даже попросил заменить себя на другого офицера, который сможет командовать результативнее. Адмирал Чарльз Локвуд удовлетворил запрос, и следующие полгода Джозеф Энрайт провёл на береговой административной должности на базе «Мидуэй». Затем Энрайт подал прошение дать ему под командование новую подводную лодку, которое также было удовлетворено, подарив подводнику «редкий второй шанс», и в сентябре 1944 года он вступил в должность командира новенькой подводной лодки USS Archerfish (SS-311) типа «Балао».
30 октября 1944 года «Арчерфиш» вышла в боевой поход из Перл-Харбора, 9 ноября достигла острова Сайпан. В течение следующих двух недель лодка занималась спасением сбитых в ходе налётов на Японию американских лётчиков.

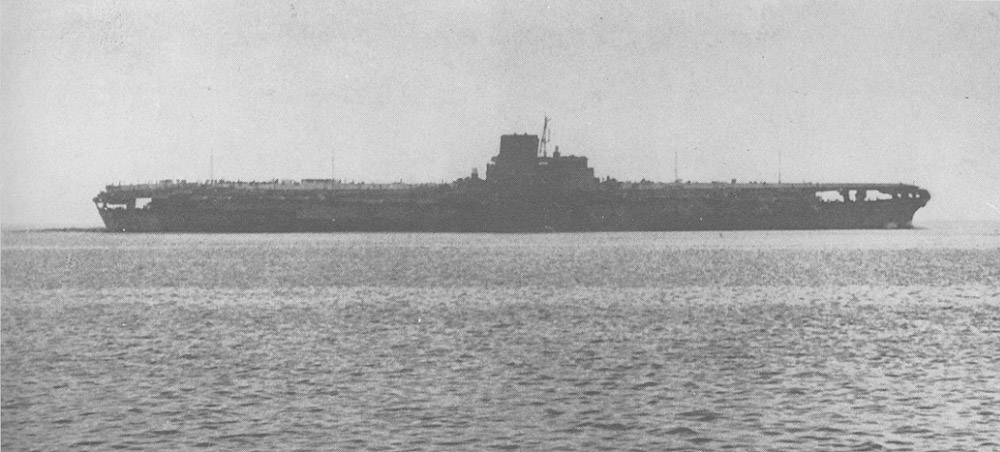
«Синано» в море. Фотография из книги Джозефа Энрайта

28 ноября во время патрулирования у Нагои радар «Арчерфиш» обнаружил крупную надводную цель в 12 милях по пеленгу 30°. В 21:40 был установлен визуальный контакт, в 23:00 цель была идентифицирована как неопознанный авианосец в сопровождении трёх эсминцев. Лишь после войны стало известно, что это был «Синано», следовавший из Йокосуки во внутреннее Японское море на военно-морскую базу Куре для достройки.
После преследования в течение нескольких часов, в 3:17 29 ноября, Энрайт скомандовал шеститорпедный залп с временными интервалами по авианосцу. Он оставил лодку на перископной глубине и лично видел, как две первые торпеды поразили цель. Дистанция была такой, что когда первая торпеда попала, пятая ещё только покидала торпедный аппарат. Сразу после залпа «Арчерфиш» ушла на глубину, чтобы избежать атаки эскорта. Всего в авианосец попали четыре торпеды. После семичасовой борьбы за живучесть в 10:57 «Синано» перевернулся и ушёл на дно, став самым крупным кораблём в истории, потопленным подводной лодкой. За эту атаку Энрайт был награждён Крестом Военно-морских сил.
2 сентября 1945 года Энрайт и его лодка были удостоены чести нести охрану линкора «Миссури» во время подписания Акта о капитуляции Японии.
После окончания Войны Энрайт командовал 31-м дивизионом подводных лодок (1949—1950), плавбазой подводных лодок USS Fulton (AS-11), 8-й эскадрой подводных лодок (1954—1955), затем был начальником по персоналу Атлантического флота США (1955—1957), командиром тяжёлого крейсера «Бостон» (1959—1963).
После выхода в отставку в 1963 году Энрайт работал в корпорации «Нортроп», участвуя в разработке радионавигационной системы для воздушных судов «Омега».
Джозеф Фрэнсис Энрайт умер 20 июля 2000 года в Фэрфаксе в возрасте 89 лет и был похоронен на Арлингтонском национальном кладбище.

## Награды
| | Крест Военно-морских сил                                                   |
| Литера «V» | Орден «Легион почёта» с позолоченной V за боевую доблесть.                 |
| Бронзовая звезда за службу                                                                                        | Президентское упоминание с одной бронзовой звездой                         |
| Бронзовая звезда за службу                                                                                        | Медаль «За защиту Америки» с одной бронзовой звездой                       |
| | Медаль «За Американскую кампанию»                                          |
| Бронзовая звезда за службу · Бронзовая звезда за службу · Бронзовая звезда за службу · Бронзовая звезда за службу | Медаль «За Азиатско-тихоокеанскую кампанию» с четырьмя бронзовыми звёздами |
| | Медаль Победы во Второй мировой войне                                      |
| | Медаль «За оккупационную службу»                                           |
| Бронзовая звезда за службу                                                                                        | Медаль «За службу национальной обороне» с одной бронзовой звездой          |